# Куп европских шампиона 1967/68.
Куп европских шампиона 1967/68. је било 13. издање Купа шампиона, најјачег европског клупског фудбалског такмичења. Финале је одиграно 29. маја 1968. на стадиону Вембли у Лондону. У том мечу Манчестер јунајтед је победио Бенфику са 4-1 након продужетака, док је регуларни ток завршен 1-1. Манчестер јунајтеду је то била прва титула. Освојена је десет година после Минхенске трагедије у којој је погинуло осам фудбалера Јунајтеда.

## Резултати

### Квалификације
| Екипа 1              | Рез. | Екипа 2        | 1 утакмица | 2 утакмица |
| -------------------- | ---- | -------------- | ---------- | ---------- |
| Олимпијакос Никозија | 3:5  | Сарајево       | 2:2        | 1:2        |
| Манчестер јунајтед   | 4:0  | Хибернијанс    | 4:0        | 0:0        |
| Селтик               | 2:3  | Динамо Кијев   | 1:2        | 1:1        |
| Горњик Забже         | 4:0  | Ђугарден       | 3:0        | 1:0        |
| Базел                | 4:5  | Хвидовре       | 1:2        | 3:3        |
| Ајакс                | 2:3  | Реал Мадрид    | 1:1        | 1:2        |
| Скеид                | 1:2  | Спарта Праг    | 0:1        | 1:1        |
| Кемницер             | 2:5  | Андерлехт      | 1:3        | 1:2        |
| Дандок               | 1:9  | Вашаш          | 0:1        | 1:8        |
| Валур                | 4:4  | Женес Еш       | 1:1        | 3:3        |
| Гленторан            | 1:1  | Бенфика        | 1:1        | 0:0        |
| Сент Етјен           | 5:0  | КУПС           | 2:0        | 3:0        |
| Бешикташ             | 0:4  | Рапид Беч      | 0:1        | 0:3        |
| Ајнтрахт Брауншвајг  | -    | Динамо Тирана  | -          | -          |
| Олимпијакос          | 0:2  | Јувентус       | 0:0        | 0:2        |
| Ботев Пловдив        | 2:3  | Рапид Букурешт | 2:0        | 0:3        |

### Осмина финала
| Екипа 1      | Рез. | Екипа 2             | 1 утакмица | 2 утакмица |
| ------------ | ---- | ------------------- | ---------- | ---------- |
| Сарајево     | 1:2  | Манчестер јунајтед  | 0:0        | 1:2        |
| Динамо Кијев | 2:3  | Горњик Забже        | 1:2        | 1:1        |
| Хвидовре     | 3:6  | Реал Мадрид         | 2:2        | 1:4        |
| Спарта Праг  | 6:5  | Андерлехт           | 3:2        | 3:3        |
| Вашаш        | 11:1 | Валур               | 6:0        | 5:1        |
| Бенфика      | 2:1  | Сент Етјена         | 2:0        | 0:1        |
| Рапид Беч    | 1:2  | Ајнтрахт Брауншвајг | 1:0        | 0:2        |
| Јувентус     | 1:0  | Рапид Букурешт      | 1:0        | 0:0        |

### Четвртфинале
| Екипа 1             | Рез.  | Екипа 2      | 1 утакмица | 2 утакмица |
| ------------------- | ----- | ------------ | ---------- | ---------- |
| Манчестер јунајтед  | 2:1   | Горњик Забже | 2:0        | 0:1        |
| Реал Мадрид         | 4:2   | Спарта Праг  | 3:0        | 1:2        |
| Вашаш               | 0:3   | Бенфика      | 0:0        | 0:3        |
| Ајнтрахт Брауншвајг | 3:3 1 | Јувентус     | 3:2        | 0:1        |

1Јувентус је прошао у полуфинале због победе у утакмици разигравања са 1-0, јер од четвртфинала није важило правило гола у гостима као у претходним колима.

### Полуфинале
| Екипа 1            | Рез. | Екипа 2     | 1 утакмица | 2 утакмица |
| ------------------ | ---- | ----------- | ---------- | ---------- |
| Манчестер јунајтед | 4:3  | Реал Мадрид | 1:0        | 3:3        |
| Бенфика            | 3:0  | Јувентус    | 2:0        | 1:0        |

### Финале
| Екипа 1            | Рез.         | Екипа 2 |
| ------------------ | ------------ | ------- |
| Манчестер јунајтед | 1:1 про(4:1) | Бенфика |

| Првак 1967/68                     |
| --------------------------------- |
|                                   |
| ФК Манчестер јунајтед Прва титула |